# 弗朗西斯·彼得
弗朗西斯·威廉·彼得（英語：Francis William Petre，1847年8月27日—1918年12月10日），也被称为弗兰克·彼得‌（Frank Petre），新西兰建筑师，擅长哥特复兴风格，基督城原圣事主教座堂的设计者。